# Kostkové z Postupic
Kostkové z Postupic (německy Kostka von Postupice, resp. Kostka von Postupitz) byli starý český vladycký rod pocházející z Postupic na Benešovsku, který svou statečností, významem a především bohatstvím nepozorovaně vstoupil do velké panské společnosti.

## Historie a původ
Již zaniklá tvrz Postupice 10 km jihovýchodně od Benešova byla rodným sídlem Kostků z Postupic. Jako první majitel je připomínán Zdeněk z Křemenic (doložen 1379–1401).
Jeho starší syn Vilém Kostka záhy získal pohodlnější sídlo v Hrádku nad Sázavou (nyní Komorní Hrádek) a Postupice přenechal svému mladšímu bratrovi Zdeňkovi. Vilém Kostka z Postupic proslul jako válečník, později jako vůdce utrakvistické strany. Byl rovněž členem českého poselstva na Basilejský koncil.
Zdeňkův mladší syn, Vilémův bratr rovněž Zdeněk Kostka (doložen 1415–1448) k postupickému majetku ještě získal roku 1444 Zlenice, Chrast a Myšlín. Dokdy Kostkové na Postupicích sídlili a ani o jejich aktivitách zde není nic známo. Zřejmé je, že záhy přesídlili na nově nabyté majetky.
Kostkové se za husitské revoluce a zejména v poděbradské epoše vyšvihli majetkem a politickým vlivem mezi nejvýznamnější šlechtické rodiny v Čechách a na Moravě. Již Vilém Kostka z Postupic se stal jednou z předních osobností českého království. Jeho synové význam rodu ještě znásobili. Bohuš Kostka vlastnil Hrádek a Dubou a byl hejtmanem chrudimského kraje. Stejně tak se stal hejtmanem i jeho bratr Zdeněk Kostka, který ještě rozšířil svoje statky o panství Lanšperk, Nouzov a Moravskou Třebovou. Albrecht Kostka byl pak správcem Dolní Lužice a zakoupil k tomu ještě panství Helfštejn (dnes Helfštýn), Hranice, Podlažice a Přerov. Poslední z bratrů Jan Kostka z Postupic zdědil Litomyšl a Brandýs. Zdeněk i Albrecht působili i v diplomatických službách a zastávali významné funkce.
Janův syn Bohuš (II.) držel Litomyšl a Lanšperk. Protože po sobě zanechal pouze dvě dcery (vdaly se za Pernštejny) a jeho bratr Jan (II.) zemřel bezdětný, většina majetku Kostků připadla Zdeňkovi (IV.), vnukovi Viléma Kostky a synu Bohuše (I.). Z jeho čtyř synů (Vilém, Zdeněk, Jan a Bohuš) nikdo neměl mužského potomka, a tak Bohušem III. Kostkou z Postupic, který přišel o velkou část majetku za účast na stavovském povstání v roce 1547, rod vymřel (asi rokem 1557) .
Dohady některých historiků, že potomci Kostků z Postupic později žili v Uhrách, se zakládají na mylném ztotožnění Mikuláše a Petra Kostky, usazených v 16. století na panstvích Lietava a Strečno se zde uvedeným českým šlechtickým rodem. Jako podporu pro svoji domněnku uvádějí též Antonína – justičního radu v Budapešti, který dostal v 19. století potvrzení, že se může psát jako Kostka z Postupic. Kostkové usazení v Uhrách však mají svůj původ v Sedlišti u Frýdku-Místku.[zdroj?] Podle Petra Maška jedna zchudlá linie rodu žila v Čechách až do 19. století pod jménem Kostečkové.

### Nejvýznamnější členové rodu
- Vilém Kostka z Postupic (doložen 1406–1436) patřil na začátku husitských válek k pražskému měšťanskému křídlu. Byl vyslán do Litvy v roce 1421 s kandidaturou Vitolda Litevského na český trůn. Husitské poselstvo padlo ve slezské Ratiboři do zajetí a bylo včetně Viléma Kostky uvězněno na brněnském Špilberku. V roce 1434 byl s poselstvím v Basileji. Získal velké bohatství a vstoupil do královských služeb. Padl v bitvě u Vysoké nad Labem v listopadu 1436 během pokusu o obležení Hradce Králové.
- Bohuš Kostka z Postupic (doložen 1438-1449, Vilémův nejstarší syn), byl hejtmanem chrudimského landfrýdu, účastnil se dobytí Prahy Jiřím z Poděbrad
- Zdeněk Kostka z Postupic (doložen 1438–1468, Vilémův druhý syn, Zdeněk III. Kostka) byl věrným přítelem a rádcem českého krále Jiřího z Poděbrad – jeho „alter ego“ ve věcech týkajících se vnitřní zemské správy. Účastnil se mise u papežského dvora, kde usiloval o potvrzení kompaktát. Byl také jedním z velitelů českých vojsk. Zemřel na následky těžkých zranění v bitvě u Zvole.
- Albrecht Kostka z Postupic (doložen 1449–1477, Vilémův třetí syn) byl ve Francii s mírovým poselstvem krále Jiřího, později přešel na stranu Matyáše Korvína; byl nazýván „osobním přítelem dvou králů“
- Bohuš II. Kostka z Postupic (doložen 1464–1505, Bohuš II. Kostka, Vilémův vnuk) se jako jeden z prvních českých pánů odvážil otevřeně podporovat jednotu bratrskou, založil v Litomyšli proslulou tiskárnu a stal se v roce 1499 nejvyšším mincmistrem Království českého

### Další členové rodu
- Zdeněk Kostka z Postupic (doložen 1415–1448, Zdeněk II. Kostka) sídlem na Zlenicích a Myšlíně – bratr Viléma Kostky, manželka Anna z Myšlína
- Jan Kostka z Postupic (doložen 1464 – † okolo 1486) sídlem Brandýs nad Orlicí, Litomyšl, Lanšperk - čtvrtý syn Viléma Kostky
- Zdeněk Kostka z Postupic (doložen 1464–1510, Zdeněk IV. Kostka) sídlem Podlažice, Litomyšl, Koloděje, Nové Hrady – syn Bohuše (I.), manželka Kateřina z Vartemberka
- Vilém II. Kostka z Postupic (doložen 1512–1521), sídlem Litomyšl, Koloděje, Chlumec nad Cidlinou, vesnice Postupice, Bohušice a Dlouhé Pole – syn Zdeňka (IV.) Kostky, manželka Anežka z Tismic; vykonával úřad nejvyššího mincmistra Království českého; 11. prosince 1521 se zastřelil ránou z ručnice a byl pohřben v Týnském chrámu v Praze.[3]
- Bohuše Kostka z Postupic (doložen 1542 – † okolo 1557, Bohuš III. Kostka) sídlem Podlažice, Litomyšl, Brandýs nad Orlicí – syn Zdeňka (IV.) Kostky, 1. manželka Justýna z Kunštátu († 1544), 2. choť Libuše z Lomnice († 1559)

### Erb

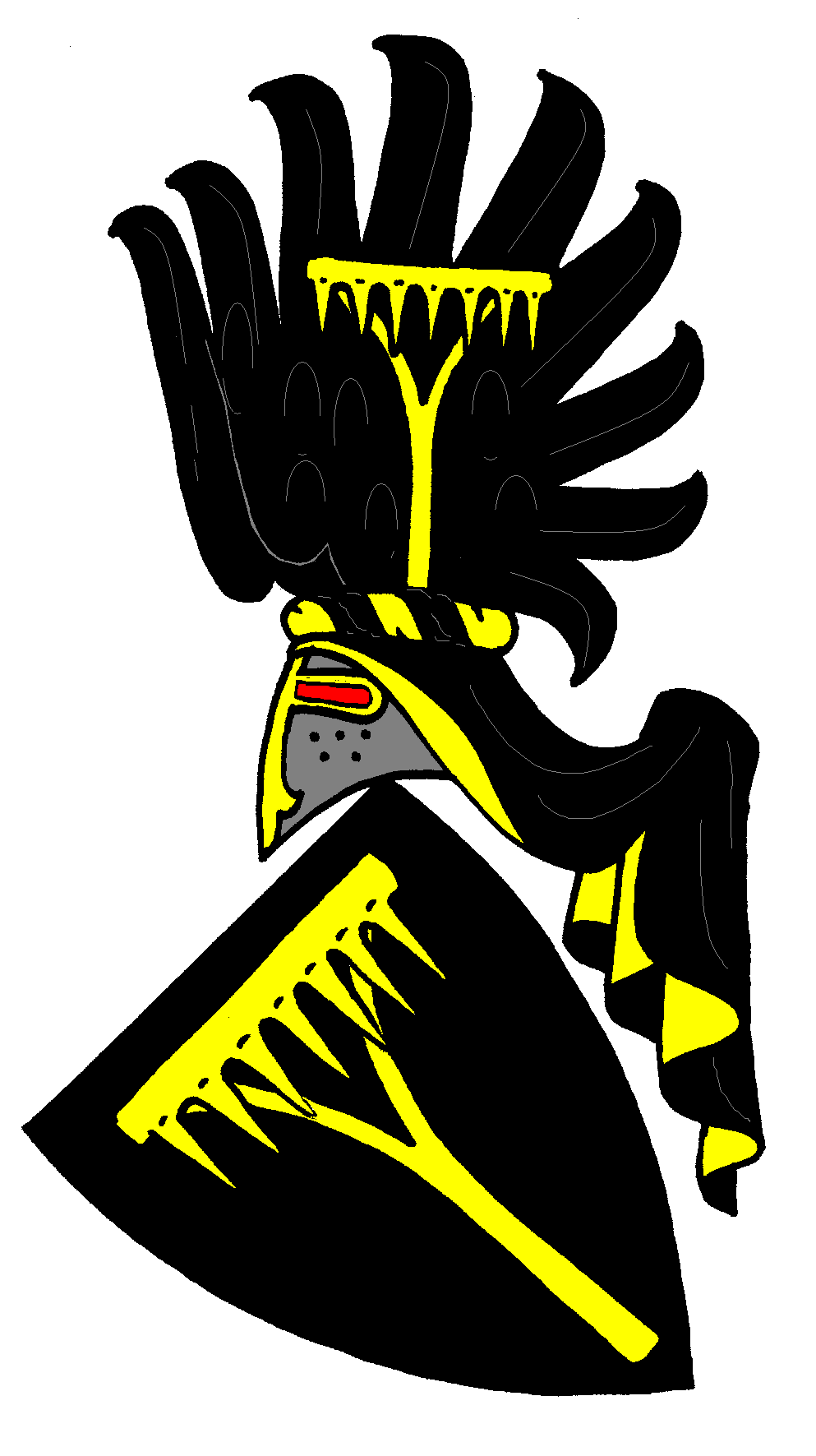
Varianta erbu Kostků z Postupic s klenotem v podobě černého křídla se zlatými hráběmi

Ač si heraldika není jista barvou pole ve štítu, která bývala snad černá či modrá, hrábě ve znaku jsou nezpochybnitelné. Ty v jejich erbu naznačují společný původ s ostatními Hrabišici. Barvy erbu byly proměnlivé. Basilejská erbovní kniha Conrada Schnitta uvádí zlaté hrábě v černém poli, Klaudyánova mapa Čech má naproti tomu černé hrábě na zlatém poli. Barvy se nakonec ustálily v provedení zlatých hrabí v modrém poli. V těchto barvách nakonec přešel erb i do znaku města Brandýsa nad Orlicí. Klenotem se v pozdějších dobách stala černá hlava vlka vetknutá ve zlaté korunce. V průběhu 15. století se v klenotu objevovalo také černé orlí křídlo se zlatými hráběmi.
V době největšího rozmachu rodu používali bratři na erbu různý počet hřebů. Bohuš měl na hrábích hřebíků 5, Zdeněk 7 a Albrecht 9.

### Sídla a panství
- Komorní Hrádek – v roce 1426 získává panství s hradem (později zámkem) od vdovy Anny z Úlibic Vilém Kostka z Postupic. Již však od roku 1423 se píše rovněž „z Hrádku“. Po jeho smrti (1436) přechází zboží na jeho nejstaršího syna Bohuše Kostku, který přikupuje ještě sousední hrad Dubou. Po něm přechází majetky na jeho syna Zdeňka, který tu i sídlil až do roku 1516.
- Zámek Lanškroun – v držení od roku 1451, sňatkem Markéty Kostkové z Postupic s Vojtěchem z Pernštejna přechází v roce 1507 s panstvím Lanšperským do rukou Pernštejnů.
- Zámek Litomyšl – po dobytí města a okolí včetně litomyšlského biskupství husitskými Sirotky byl po roce 1425 jako husitský hejtman do Litomyšle dosazen Vilém Kostka z Postupic. Ten se nakonec přidal na Zikmundovu stranu a výměnou od něho dostal roku 1436 Litomyšl s celým biskupským jměním do dědičné zástavní držby. Kostkové pak na Litomyšli a okolním panství vládli bezmála sto let. Za účast v odboji roku 1547 proti Ferdinandovi I. byl Bohuš III. Kostka z Postupic nucen postoupit litomyšlské panství královské komoře a sám dožil v Brandýse nad Orlicí, který mu byl ponechán.
- Hrad Brandýs nad Orlicí – zprávy z období husitských válek se nedochovaly, v polovině 15. století již náležel Kostkům. Zdeněk, hejtman chrudimského kraje, hrad v roce 1464 postoupil svému bratru Janovi, který si Brandýs zvolil sídelním. Na konci 15. století pak náležel Janovým synům Bohušovi a Janovi. Ti pak v roce 1506 prodali panství Vilémovi z Pernštejna, který nechal hrad pobořit a část vsí oddělil od brandýského panství a připojil je ke svému panství pardubickému. Zbytek panství byl spravován z Potštejna. Po Vilémově smrti převzal majetky jeho syn Jan z Pernštejna a ten roku 1544 prodal panství zpět Kostkům – a to Bohušovi Kostkovi. Jelikož Bohuš Kostka z Postupic nesměl Brandýs opustit, byl nucen vážně poškozený hrad znovu opravit. Opravy byly ukončeny kolem roku 1553 a zasáhly především hradní palác. Jelikož ani přestavěný hrad neposkytoval dostatek pohodlí, započal téhož roku v podhradí s výstavbou nového zámku v renesančním slohu, který dokončil kolem roku 1558. Na hradě se pak zdržoval jen zřídkakdy. V roce 1632 je již připomínán jako pustý. Libuše z Lomnice – vdova po Bohušovi Kostkovi z Postupic pak odkázala roku 1559 panství Brandýs svému synovi z druhého manželství – Janu staršímu ze Žerotína.
- Zámek Moravská Třebová – původně hrad s panstvím získal roku 1464 od krále Jiřího z Poděbrad spolu s hradem Bouzovem Zdeněk Kostka z Postupic. Po smrti v bitvě u Zvole se stal jeho nástupcem jeho bratr Albrecht Kostka z Postupic, který však přestoupil na stranu Korvínovu. Posledním držitelem z rodu Kostků byl Albrechtův syn Jiří Hrabiše, jenž pak zboží postoupil Heraltu z Kunštátu.
- Nové Hrady – majetky podlažického kláštera přešly v roku 1442 jako zástavní zboží do držení Zdeňka Kostky z Postupic. Střediskem bývalého klášterního panství zničeného husity, se stala ves Boží Dům. Zdeněk Kostka nechal postavit na návrší nad ní nevelký hrad původně zvaný též Boží Dům. Místní obyvatelé však začali nazývat objekt Novým Hradem a tento název záhy původní pojmenování potlačil. Po Zdeňkově smrti přešla roce 1468 zástava na jeho mladšího bratra Albrechta Kostku. Kostkové vlastnili Nové Hrady až do roku 1557, kdy panství za účast v protihabsburském povstání v letech 1546-47 propadlo ve prospěch královské komory. To majetek změnilo v manství a do konce života jej ponechalo Bohuši Kostkovi z Postupic.
- Hrad Lanšperk – roku 1451 získal panství od Bohuše z Kosině Zdeněk Kostka z Postupic a zvolil si Landšperk jako sídelní, přestože v té době již vlastnil mnohá další panství. Dal provést rozsáhlé opravy škod způsobených dobýváním za období husitských válek v letech 1425 a 1429, zesílit hradní opevnění a opevnit prostor podhradí. Až do roku 1544 za Kostků i Pernštejnů Landšperk spolu s Lanškrounem sdílel stejný osud.
- Hrad Helfštejn (dnešní název Helfštýn) – celé panství koupili roku 1467 za 30.000 zlatých uherských od Voka ze Sovince Albrecht, Zdeněk a Jan Kostka z Postupic. V období česko-uherských válek stáli Kostkové na straně Jiřího z Poděbrad. V roce 1468 za tažení na Moravu se pokusil Matyáš dobýt Helfštejn jako opěrný bod poděbradské strany. Při obléhání byl hrad poškozen, nebyl však zřejmě dobyt. V roce 1470 již vlastnil panství pouze Albrecht Kostka a vzhledem k tomu, že téhož roku získal od Ctibora Tovačovského z Cimburka i panství přerovské a hranické, uvažoval zřejmě o vybudování velkého dominia na Moravě pod Matyášovou ochranou – na jehož stranu přešel. Tento záměr však neuskutečnil a politické vztahy k uherskému dvoru jej přivedly k tomu, že své majetky v Pobečví postupně prodal Vilémovi z Pernštejna. Nejprve v roce 1474 Helfštejn a o rok později i Hranice a Přerov.
- Zámek Hranice – panství měl v držení Albrecht Kostka z Postupic až do roku 1475, kdy je koupil Vilém z Pernštejna.
- Bouzov (hrad) – Jiří z Poděbrad postoupil celé bouzovské panství někdy kolem roku 1440 svému věrnému stoupenci Zdeňku Kostkovi z Postupic.
- Chlumec nad Cidlinou (hrad) – od konce 15. století v držení Kostků z Postupic až do roku 1521, kdy panství (v té době kromě městečka Chlumce a velké chlumecké rybniční soustavy náleželo k panství ještě 26 vesnic) prodal Vilém Kostka z Postupic Vojtěchovi z Pernštejna.
- Zlenice (hrad) – Kostkové měli zlenické panství v zástavním držení společně s Kunešem Rozkošem z Dubé. Dlouhý spor o zlenické zboží mezi oběma zástavními držiteli se vlekl až do roku 1453, kdy si zboží jako odúmrť vyprosil na panovníkovi Zdeněk Kostka z Postupic – synovec tehdy již zemřelého zástavního držitele, rovněž Zdeňka z Postupic. Od roku 1465 jsou však již Zlenice uváděny jako zbořené.
- Chrast (zámek) – od r. 1458 celé panství vč. zaniklého podlažického kláštera měli Kostkové v držení až do roku 1542, kdy jej Bohuš Kostka z Postupic prodal Divišovi Slavatovi z Chlumu a Košumberka.

## Příbuzenské svazky
Příbuzenskými svazky byli spojeni s Vartenberky, Pernštejny, Martinici, pány z Dubé, Křineckými z Ronova a dalšími českými a moravskými rody.